# Melinaea hicetas
Melinaea hicetas är en fjärilsart som beskrevs av Frederick DuCane Godman och Osbert Salvin 1879. Melinaea hicetas ingår i släktet Melinaea och familjen praktfjärilar. Inga underarter finns listade i Catalogue of Life.